# Az FC Bayern München 2020–2021-es szezonja
Ez a szócikk az FC Bayern München 2020–2021-es szezonjáról szól, mely az 56. a Bundesligaban, összességében pedig a 122. idénye a német első osztályban. Az előző szezon bajnokként a hazai bajnokság mellett a német kupában és a bajnokok ligájában indulhat. A szezon 2020. szeptember 18-án kezdődött és 2021. május 22-én fejeződött be.

## Mezek
Gyártó: Adidas
mezszponzor: Deutsche Telekom
| Hazai | Vendég | 3. számú | 4. számú, melyet a német kupa 2. fordulójában a Holstein Kiel elleni mérkőzésen használtak |

### Kapus
| Kapus 1 |

## Átigazolások
2020. évi nyári átigazolási időszak, 
 2021. évi téli átigazolási időszak

### Érkezők
| Dátum            | Mezszám | Poszt       | Nemzet   | Név                      | Kor | Honnan              | Szerződés megnevezése | Átigazolási időszak                 | Szerződés vége               | Átigazolás összege | Forrás      |
| ---------------- | ------- | ----------- | -------- | ------------------------ | --- | ------------------- | --------------------- | ----------------------------------- | ---------------------------- | ------------------ | ----------- |
| 2020. július 1.  | 23      | hátvéd      | francia  | Tanguy Nianzou           | 18  | Paris Saint-Germain | átigazolás            | 2020. évi nyári átigazolási időszak | 2024                         | ingyen             | [ 1 ]       |
| 2020. július 1.  | 35      | kapus       | német    | Alexander Nübel          | 23  | Schalke 04          | átigazolás            | 2020. évi nyári átigazolási időszak | 2025                         | ingyen             | [ 2 ]       |
| 2020. július 1.  | 10      | középpályás | német    | Leroy Sané               | 24  | Manchester City     | átigazolás            | 2020. évi nyári átigazolási időszak | 2025                         | 50M €              | [ 3 ]       |
| 2020. július 24. | 30      | középpályás | német    | Adrian Fein              | 21  | Hamburger SV        | kölcsönből vissza     | 2020. évi nyári átigazolási időszak | a Bayern München II játékosa |                    |             |
| 2020. október 4. | 22      | középpályás | spanyol  | Marc Roca                | 23  | Espanyol            | átigazolás            | 2020. évi nyári átigazolási időszak | 2025                         | 15M €              | [ 4 ] [ 5 ] |
| 2020. október 5. | 13      | csatár      | kameruni | Eric Maxim Choupo-Moting | 31  | Paris Saint-Germain | átigazolás            | 2020. évi nyári átigazolási időszak | 2021                         | ingyen             | [ 6 ]       |
| 2020. október 5. | 20      | hátvéd      | francia  | Bouna Sarr               | 28  | O. Marseille        | átigazolás            | 2020. évi nyári átigazolási időszak | 2024                         | 10M €              | [ 7 ] [ 8 ] |

### Kölcsönbe érkezők
| Dátum            | Mezszám | Poszt  | Nemzet | Név           | Kor | Honnan   | Szerződés megnevezése | Átigazolási időszak                 | Szerződés vége | Átigazolás összege | Forrás |
| ---------------- | ------- | ------ | ------ | ------------- | --- | -------- | --------------------- | ----------------------------------- | -------------- | ------------------ | ------ |
| 2020. október 5. | 11      | hátvéd | brazil | Douglas Costa | 30  | Juventus | átigazolás            | 2020. évi nyári átigazolási időszak | 2022           | ingyen             | [ 9 ]  |

### Távozók
| Mezszám | dátum               | Poszt       | Nemzet  | Név               | Kor | Hová                              | Átigazolás összege | forrás        |
| ------- | ------------------- | ----------- | ------- | ----------------- | --- | --------------------------------- | ------------------ | ------------- |
| 2       | 2020. augusztus 24. | hátvéd      | spanyol | Álvaro Odriozola  | 24  | a szezon végén                    | Real Madrid        | [ 10 ]        |
| 10      | 2020. augusztus 24. | középpályás | brazil  | Philippe Coutinho | 28  | a szezon végén, kölcsönből vissza | Barcelona          |               |
| 14      | 2020. augusztus 24. | középpályás | horvát  | Ivan Perišić      | 31  | a szezon végén, kölcsönből vissza | Internazionale     |               |
| 37      | 2020. augusztus 7.  | középpályás | német   | Paul Will         | 21  | átigazolás                        | Dynamo Dresden     |               |
| 26      | 2020. október 3.    | kapus       | német   | Sven Ulreich      | 32  | átigazolás                        | Hamburger SV       | [ 11 ] [ 12 ] |

### Kölcsönbe távozók
| Dátum | Mezszám            | Poszt       | Nemzet    | Név                  | Kor | Hová          | szerződés összege                        | szerződés vége | forrás        |        |
| ----- | ------------------ | ----------- | --------- | -------------------- | --- | ------------- | ---------------------------------------- | -------------- | ------------- | ------ |
| 33    | 2020. július 21.   | hátvéd      | német     | Lars Lukas Mai       | 20  | kölcsönbe     | Darmstadt 98                             | 2021 nyár      | ingyen        | [ 13 ] |
| 28    | 2020. augusztus 7. | középpályás | újzélandi | Sarpreet Singh       | 21  | FC Nürnberg   | 2021 nyár                                | ingyen         | [ 14 ]        |        |
| 36    | 2020. augusztus 7. | kapus       | német     | Christian Früchtl    | 28  | FC Nürnberg   | 2021 nyár                                | ingyen         | [ 14 ]        |        |
| 34    | 2020. október 5.   | középpályás | német     | Oliver Batista Meier | 19  | Heerenveen    | 2021 nyár                                | ingyen         |               |        |
| 11    | 2020. október 5.   | középpályás | francia   | Mickaël Cuisance     | 21  | O. Marseille  | 2021 nyár (esetleges vásárlási opcióval) | ingyen         | [ 15 ]        |        |
| 30    | 2020. október 6.   | középpályás | német     | Adrian Fein          | 21  | PSV Eindhoven | 2021 nyár (esetleges vásárlási opcióval) | ingyen         | [ 16 ]        |        |
| 14    | 2021. február 1.   | csatár      | holland   | Joshua Zirkzee       | 19  | Parma         | 2021 nyár (vásárlási opcióval)           | nincs adat     | [ 17 ]        |        |
| 41    | 2021. február 1.   | hátvéd      | amerikai  | Chris Richards       | 20  | Hoffenheim    | 2021 nyár                                | nincs adat     | [ 18 ] [ 19 ] |        |

## Keret
Legutóbb frissítve:2021. február 1-jén.
| #  |     | Poszt | Név                                      |
| -- | --- | ----- | ---------------------------------------- |
| 1  | GER | K     | Manuel Neuer                             |
| 4  | GER | V     | Niklas Süle                              |
| 5  | FRA | V     | Benjamin Pavard                          |
| 6  | GER | KP    | Joshua Kimmich                           |
| 7  | GER | CS    | Serge Gnabry                             |
| 8  | ESP | KP    | Javi Martínez                            |
| 9  | POL | CS    | Robert Lewandowski                       |
| 10 | GER | CS    | Leroy Sané                               |
| 11 | BRA | CS    | Douglas Costa (kölcsönben a Juventustól) |
| 13 | CMR | CS    | Eric Maxim Choupo-Moting                 |

| #  |     | Poszt | Név                                      |
| -- | --- | ----- | ---------------------------------------- |
| 16 | GER | KP    | Leon Dajaku                              |
| 17 | GER | V     | Jérôme Boateng                           |
| 18 | GER | KP    | Leon Goretzka                            |
| 19 | CAN | V     | Alphonso Davies                          |
| 20 | FRA | V     | Bouna Sarr                               |
| 21 | FRA | V     | Lucas Hernández                          |
| 22 | FRA | KP    | Marc Roca                                |
| 23 | FRA | V     | Tanguy Nianzou                           |
| 24 | FRA | KP    | Corentin Tolisso                         |
| 25 | GER | CS    | Thomas Müller (Csapatkapitány-helyettes) |
| 27 | AUT | V     | David Alaba                              |
| 29 | FRA | CS    | Kingsley Coman                           |
| 35 | GER | K     | Alexander Nübel                          |
| 39 | GER | K     | Ron-Thorben Hoffmann                     |

### Tartalékok és akadémiai játékosok
| #  |     | Poszt | Név            |
| -- | --- | ----- | -------------- |
| 15 | GER | CS    | Jann-Fiete Arp |
| 42 | ENG | KP    | Jamal Musiala  |

## Szakmai stáb
Legutóbb 2020. május 7-én lett frissítve.
| Edzői stáb                        | Edzői stáb                                   |
| --------------------------------- | -------------------------------------------- |
| Hans-Dieter Flick                 | Vezetőedző                                   |
| Miroslav Klose                    | Segédedző                                    |
| Hermann Gerland                   | Segédedző                                    |
| Toni Tapalović                    | Kapusedző                                    |
| Tom Starke                        | Kapusedző                                    |
| Elemzési osztály                  |                                              |
| Danny Röhl                        | Elemzési vezető                              |
| Michael Niemeyer                  | Mérkőzés elemző                              |
| Erőnléti edző                     |                                              |
| Prof. Dr. Holger Broich           | Tudományos igazgató és fitneszvezető         |
| Simon Martinello                  | Erőnléti edző                                |
| Peter Schlösser                   | Erőnléti edző                                |
| Thomas Wilhelmi                   | Rehabilitációs edző                          |
| Orvosi osztály                    |                                              |
| Dr. Hans-Wilhelm Müller-Wohlfahrt | Csapat orvos és az orvosi osztály igazgatója |
| Prof. Dr. Roland Schmidt          | Belgyógyász, kardiológus                     |
| Dr. Jochen Hahne                  | csapatorvos                                  |
| Dr. Peter Ueblacker               | csapatorvos                                  |
| Helmut Erhard                     | Fő gyógytornász                              |
| Gianni Bianchi                    | Gyógytornász                                 |
| Florian Brandner                  | Gyógytornász                                 |
| Gerry Hoffmann                    | Gyógytornász                                 |
| Christian Huhn                    | Gyógytornász                                 |
| Stephan Weickert                  | Gyógytornász                                 |
| Sportmenedzsment és szervezés     |                                              |
| Kathleen Krüger                   | Csapatmenedzser                              |

## Vezetőség
| Sportegyesület (FC Bayern München e.V.)   | Sportegyesület (FC Bayern München e.V.)                                     | Sportegyesület (FC Bayern München e.V.) |
| Tagok                                     | Pozíció                                                                     |                                         |
| ----------------------------------------- | --------------------------------------------------------------------------- | --------------------------------------- |
| Karl Hopfner                              | Az FC Bayern München e.V. elnöke és a vezetőség elnöke                      |                                         |
| Rudolf Schels                             | Az FC Bayern München e.V. első alelnöke                                     |                                         |
| Prof. Dr. Dieter Mayer                    | Az FC Bayern München e.V. második alelnöke                                  |                                         |
| Herbert Hainer                            | Az Adidas AG elnöke                                                         |                                         |
| Rupert Stadler                            | Az Audi AG elnöke                                                           |                                         |
| Helmut Markwort                           | A FOCUS Magazine riportere                                                  |                                         |
| Dieter Rampl                              | Az UniCredit Bank AG felügyelőbizottságának elnöke                          |                                         |
| Dr. Edmund Stoiber                        | Bajorország miniszterelnöke, a sportegyesület felügyelőbizottságának elnöke |                                         |
| Timotheus Höttges                         | A Telekom AG elnöke                                                         |                                         |
| Prof. Dr. Martin Winterkorn               | A Volkswagen AG elnöke                                                      |                                         |
| Gazdasági társaság (FC Bayern München AG) |                                                                             |                                         |
| Tagok                                     | Pozíció                                                                     |                                         |
| Karl-Heinz Rummenigge                     | A gazdasági társaság elnöke és a végrehajtó testület elnöke                 |                                         |
| Jan-Christian Dreesen                     | Gazdasági igazgató                                                          |                                         |
| Matthias Sammer                           | Sportigazgató                                                               |                                         |
| Andreas Jung                              | Marketingigazgató                                                           |                                         |
| Jörg Wacker                               | Stratégiai igazgató                                                         |                                         |

## Végeredmény
| Hely. | Csapat                | M  | Gy | D  | V  | G+ | G– | Gk  | P  | Továbbjutás vagy kiesés    |
| ----- | --------------------- | -- | -- | -- | -- | -- | -- | --- | -- | -------------------------- |
| 1.    | Bayern München CV (B) | 34 | 24 | 6  | 4  | 99 | 44 | +55 | 78 | Bajnokok Ligája–csoportkör |
| 2.    | RB Leipzig            | 34 | 19 | 8  | 7  | 60 | 32 | +28 | 65 | Bajnokok Ligája–csoportkör |
| 3.    | Borussia Dortmund     | 34 | 20 | 4  | 10 | 75 | 46 | +29 | 64 | Bajnokok Ligája–csoportkör |
| 4.    | VfL Wolfsburg         | 34 | 17 | 10 | 7  | 61 | 37 | +24 | 61 | Bajnokok Ligája–csoportkör |
| 5.    | Eintracht Frankfurt   | 34 | 16 | 12 | 6  | 69 | 53 | +16 | 60 | Európa-liga–csoportkör     |

## UEFA-szuperkupa
| 2020. szeptember 24. 21:00 |

| Bayern München             | 2–1 (h. u.)                 | Sevilla FC             |
| -------------------------- | --------------------------- | ---------------------- |
| Goretzka 34' Martínez 104' | (1–1, 1–1, 2–1) Jegyzőkönyv | Ocampos 13' (11-esből) |

| Puskás Aréna, Budapest Nézőszám: 15 180 Játékvezető: Anthony Taylor (angol) |

## Bundesliga

### Szeptember
| 2020. szeptember 18. 20:30 |

| Bayern München                                                                                   | 8 – 0               | Schalke 04 |
| ------------------------------------------------------------------------------------------------ | ------------------- | ---------- |
| Gnabry 4', 47', 59' Leon Goretzka 19' Lewandowski 31' (11-esből) Müller 69' Sané 71' Musiala 81' | (3 – 0) Jegyzőkönyv |            |

| Allianz Arena, München Játékvezető: Felix Zwayer (német) |

| 2020. szeptember 27. 15:30 |

| Hoffenheim                                            | 4 – 1               | Bayern München |
| ----------------------------------------------------- | ------------------- | -------------- |
| Bičakčić 16' Dabúr 24' Kramarić 77', 90+1' (11-esből) | (2 – 1) Jegyzőkönyv | 36' Kimmich    |

| Rhein-Neckar-Arena, Hoffenheim Nézőszám: 6 030 Játékvezető: Benjamin Brand (német) |

### Október
| 2020. október 4. 18:00 |

| Bayern München                        | 4 – 3               | Hertha BSC            |
| ------------------------------------- | ------------------- | --------------------- |
| Lewandowski 40', 51', 85', 90+2' (12) | (1 – 1) Jegyzőkönyv | 60' Córdoba 71' Cunha |

| Allianz Arena, München Játékvezető: Benjamin Cortus (német) |

| 2020. október 17. 18:30 |

| Arminia Bielefeld | 1 – 4               | Bayern München                        |
| ----------------- | ------------------- | ------------------------------------- |
| Dóan 58'          | (0 – 2) Jegyzőkönyv | 8', 51' Müller 26', 45+1' Lewandowski |

| Schüco Arena, Bielefeld Játékvezető: Daniel Siebert (német) |

| 2020. október 24. 15:30 |

| Bayern München                                 | 5 – 0               | Eintracht Frankfurt |
| ---------------------------------------------- | ------------------- | ------------------- |
| Lewandowski 10', 26', 60' Sané 72' Musiala 90' | (2 – 0) Jegyzőkönyv |                     |

| Allianz Arena, München Nézőszám: 0 Játékvezető: Markus Schmidt (német) |

| 2020. október 31. 15:30 |

| 1. FC Köln  | 1 – 2           | Bayern München                     |
| ----------- | --------------- | ---------------------------------- |
| Drexler 82' | (–) Jegyzőkönyv | 13' (11-esből) Müller 45+1' Gnabry |

| RheinEnergieStadion, Köln Játékvezető: Frank Willenborg (német) |

### November
| 2020. november 7. 18:30 |

| Borussia Dortmund    | 2 – 3               | Bayern München                       |
| -------------------- | ------------------- | ------------------------------------ |
| Reus 45' Haaland 83' | (1 – 1) Jegyzőkönyv | 45+4' Alaba 48' Lewandowski 80' Sané |

| Signal Iduna Park, Dortmund Nézőszám: 0 Játékvezető: Manuel Gräfe (német) |

| 2020. november 21. 15:30 |

| Bayern München | 1 – 1               | Werder Bremen |
| -------------- | ------------------- | ------------- |
| Coman 62'      | (0 – 1) Jegyzőkönyv | 45' Eggestein |

| Allianz Arena, München Nézőszám: 0 Játékvezető: Guido Winkmann (német) |

| 2020. november 28. 15:30 |

| Stuttgart     | 1 – 3               | Bayern München                        |
| ------------- | ------------------- | ------------------------------------- |
| Coulibaly 20' | (1 – 2) Jegyzőkönyv | 38' Coman 45+1' Lewandowski 87' Costa |

| Mercedes-Benz Arena, Stuttgart Nézőszám: 0 Játékvezető: Harm Osmers (német) |

### December
| 2020. december 5. 18:30 |

| Bayern München              | 3 – 3               | RB Leipzig                           |
| --------------------------- | ------------------- | ------------------------------------ |
| Musiala 30' Müller 34', 75' | (2 – 2) Jegyzőkönyv | 19' Nkunku 36' Kluivert 48' Forsberg |

| Allianz Arena, München Nézőszám: 0 Játékvezető: Daniel Siebert (német) |

| 2020. december 12. 15:30 |

| Union Berlin | 1 – 1               | Bayern München  |
| ------------ | ------------------- | --------------- |
| Prömel 4'    | (1 – 0) Jegyzőkönyv | 68' Lewandowski |

| Stadion An der Alten Försterei, Berlin Játékvezető: Bastian Dankert (német) |

| 2020. december 16. 20:30 |

| Bayern München         | 2 – 1               | VfL Wolfsburg |
| ---------------------- | ------------------- | ------------- |
| Lewandowski 45+1', 50' | (1 – 1) Jegyzőkönyv | 5' Philipp    |

| Allianz Arena, München Nézőszám: 0 Játékvezető: Marco Fritz (német) |

| 2020. december 19. 18:30 |

| Bayer Leverkusen | 1 – 2               | Bayern München |
| ---------------- | ------------------- | -------------- |
| Schick 14'       | (1 – 1) Jegyzőkönyv | 43', 90+3'     |

| BayArena, Leverkusen Játékvezető: Felix Zwayer (német) |

### Január
| 2021. január 3. 18:00 |

| Bayern München                                                | 5 – 2               | Mainz                 |
| ------------------------------------------------------------- | ------------------- | --------------------- |
| Kimmich 50' Sané 55' Süle 55' Lewandowski 76' (11-esből), 83' | (0 – 2) Jegyzőkönyv | 32' Burkardt 44' Hack |

| Allianz Arena, München Nézőszám: 0 Játékvezető: Markus Schmidt (német) |

| 2021. január 8. 20:30 |

| Bor. Mönchengladbach         | 3 – 2               | Bayern München                          |
| ---------------------------- | ------------------- | --------------------------------------- |
| Hofmann 35', 45' Neuhaus 49' | (2 – 2) Jegyzőkönyv | 20' (11-esből) Lewandowski 26' Goretzka |

| Borussia-Park, Mönchengladbach Nézőszám: 0 Játékvezető: Harm Osmers (német) |

| 2021. január 16. 15:30 |

| Bayern München            | 2 – 0               | Freiburg |
| ------------------------- | ------------------- | -------- |
| Lewandowski 7' Müller 75' | (1 – 0) Jegyzőkönyv |          |

| Allianz Arena, München Nézőszám: 0 Játékvezető: Christian Dingert (német) |

| 2020. január 20. 20:30 |

| Augsburg | 0 – 1               | Bayern München             |
| -------- | ------------------- | -------------------------- |
|          | (0 – 1) Jegyzőkönyv | 13' (11-esből) Lewandowski |

| WWK ARENA, Augsburg Nézőszám: 0 Játékvezető: Matthias Jöllenbeck (német) |

| 2020. január 24. 15:30 |

| Schalke | 0 – 4               | Bayern München                            |
| ------- | ------------------- | ----------------------------------------- |
|         | (0 – 1) Jegyzőkönyv | 33', 88' Müller 54' Lewandowski 90' Alaba |

| Veltins-Arena, Gelsenkirchen Nézőszám: 0 Játékvezető: Sascha Stegemann (német) |

| 2021. január 30. 15:00 |

| Bayern München                                    | 4 – 1               | Hoffenheim |
| ------------------------------------------------- | ------------------- | ---------- |
| Boateng 32' Müller 43' 57' Lewandowski 63' Gnabry | (2 – 1) Jegyzőkönyv |            |

| Allianz Arena, München Nézőszám: 0 Játékvezető: Benjamin Cortus (német) |

### Február
| 2021. február 5. 20:30 |

| Hertha | 0 – 1               | Bayern München        |
| ------ | ------------------- | --------------------- |
|        | (0 – 1) Jegyzőkönyv | Lewandowski 21' Coman |

| Olimpiai Stadion, Berlin Nézőszám: 0 Játékvezető: Robert Schröder (német) |

| 2020. február 15. 20:30 |

| Bayern München                         | 3 – 3               | Arminia Bielefeld              |
| -------------------------------------- | ------------------- | ------------------------------ |
| Lewandowski 48' Tolisso 58' Davies 70' | (0 – 2) Jegyzőkönyv | 9' Vlap 37' Pieper 49' Gebauer |

| Allianz Arena, München Nézőszám: 0 Játékvezető: Florian Badstübner (német) |

| 2021. február 20. 15:30 |

| Eintracht Frankfurt   | 2 – 1               | Bayern München  |
| --------------------- | ------------------- | --------------- |
| Kamada 12' Younes 31' | (2 – 0) Jegyzőkönyv | 58' Lewandowski |

| Deutsche Bank Park, Frankfurt am Main Nézőszám: 0 Játékvezető: Sascha Stegemann (német) |

| 2021. február 27. 15:30 |

| Bayern München                                         | 5 – 1               | Köln       |
| ------------------------------------------------------ | ------------------- | ---------- |
| Choupo-Moting 18' Lewandowski 33', 65' Gnabry 82', 86' | (2 – 0) Jegyzőkönyv | 49' Skhiri |

| Allianz Arena, München Nézőszám: 0 Játékvezető: Martin Petersen (német) |

### Március
| 2021. március 6. 18:30 |

| Bayern München                                    | 4 – 2               | Borussia Dortmund |
| ------------------------------------------------- | ------------------- | ----------------- |
| Lewandowski 26', 44' (11-esből), 90' Goretzka 88' | (2 – 2) Jegyzőkönyv | 2', 9' Haaland    |

| Allianz Arena, München Nézőszám: 0 Játékvezető: Marco Fritz (német) |

| 2021. március 13. 15:30 |

| Werder Bremen | 1 – 3               | Bayern München                          |
| ------------- | ------------------- | --------------------------------------- |
| Füllkrug 86'  | (0 – 2) Jegyzőkönyv | 22' Goretzka 35' Gnabry 67' Lewandowski |

| Weserstadion, Bréma Nézőszám: 0 Játékvezető: Manuel Gräfe (német) |

| 2021. március 20. 15:30 |

| Bayern München                       | 0 – 4               | Stuttgart |
| ------------------------------------ | ------------------- | --------- |
| Lewandowski 17', 23', 39' Gnabry 39' | (0 – 4) Jegyzőkönyv |           |

| Allianz Arena, München Nézőszám: 0 Játékvezető: Daniel Schlager (német) |

### Április
| 2021. április 3. 18:30 |

| RB Leipzig | 0 – 1       | Bayern München |
| ---------- | ----------- | -------------- |
|            | Jegyzőkönyv | Goretzka 38'   |

| Red Bull Arena, Lipcse Játékvezető: Daniel Siebert (német) |

| 2021. április 10. 15:30 |

| Bayern München | 1 – 1               | Union Berlin   |
| -------------- | ------------------- | -------------- |
| Musiala 68'    | (0 – 0) Jegyzőkönyv | 86' Ingvartsen |

| Allianz Arena, München Nézőszám: 0 Játékvezető: Tobias Stieler (német) |

| 2021. április 17. 15:30 |

| Wolfsburg                | 2 – 3               | Bayern München                     |
| ------------------------ | ------------------- | ---------------------------------- |
| Weghorst 35' Philipp 54' | (1 – 3) Jegyzőkönyv | 15', 37' Musiala 24' Choupo-Moting |

| Volkswagen Arena, Wolfsburg Nézőszám: 0 Játékvezető: Felix Zwayer (német) |

| 2021. április 20. 20:30 |

| Bayern München               | 2 – 0       | Bayer Leverkusen |
| ---------------------------- | ----------- | ---------------- |
| Choupo-Moting 7' Kimmich 12' | Jegyzőkönyv |                  |

| Allianz Arena, München Játékvezető: Guido Winkmann (német) |

| 2021. április 24. 15:30 |

| Mainz 05                | 2 – 1               | Bayern München    |
| ----------------------- | ------------------- | ----------------- |
| Burkardt 3' Quaison 37' | (2 – 0) Jegyzőkönyv | 90+4' Lewandowski |

| Opel Arena, Mainz Nézőszám: 0 Játékvezető: Harm Osmers (német) |

### Május
| 2021. május 8. 18:30 |

| Bayern München                                                    | 6 – 0               | Bor. Mönchengladbach |
| ----------------------------------------------------------------- | ------------------- | -------------------- |
| Lewandowski 4', 34', 65' (11-esből) Müller 23' Coman 44' Sané 85' | (4 – 0) Jegyzőkönyv |                      |

| Allianz Arena, München Nézőszám: 0 Játékvezető: Tobias Stieler (német) |

| 2021. május 15. 15:30 |

| Freiburg             | 2 – 2               | Bayern München                      |
| -------------------- | ------------------- | ----------------------------------- |
| Gulde 29' Günter 81' | (1 – 1) Jegyzőkönyv | 26' (11-esből) Lewandowski 53' Sané |

| Schwarzwald-Stadion, Freiburg Nézőszám: 0 Játékvezető: Florian Badstübner (német) |

| 2021. május 22. 15:30 |

| Bayern München                                                 | 5 – 2               | Augsburg                             |
| -------------------------------------------------------------- | ------------------- | ------------------------------------ |
| Gouweleeuw 9' Gnabry 23' Kimmich 33' Coman 43' Lewandowski 90' | (4 – 0) Jegyzőkönyv | Caligiuri 67' Hahn 72' Niederlechner |

| Allianz Arena, München Nézőszám: 250 Játékvezető: Markus Schmidt (német) |

## Német kupa (DFB-Pokal)
| 2020. október 15. 20:45 |

| 1. FC Düren | 0 – 3               | Bayern München                               |
| ----------- | ------------------- | -------------------------------------------- |
|             | (0 – 2) Jegyzőkönyv | 24', 75' Choupo-Moting 36' (11-esből) Müller |

| Westkampfbahn, Merzenich Játékvezető: Matthias Jöllenbeck (német) |

| 2021. január 13. 20:45 |

| Holstein Kiel                           | 2–2 (h. u.)         | Bayern München                              |
| --------------------------------------- | ------------------- | ------------------------------------------- |
| Bartels 37' Wahl 90+5'                  | (1 – 1) Jegyzőkönyv | 14' Gnabry 14' Sané                         |
| Büntetőpárbaj                           |                     |                                             |
| Wahl Arslan Serra Lee Hauptmann Bartels | 6–5                 | Lewandowski Kimmich Müller Alaba Costa Roca |

| Holstein-Stadion, Kiel Játékvezető: Robert Schröder (német) |

## Német szuperkupa (DFL-Supercup)
| 2020. szeptember 30. 20:30 |

| FC Bayern München                  | 3 – 2               | Borussia Dortmund      |
| ---------------------------------- | ------------------- | ---------------------- |
| Tolisso 18' Müller 32' Kimmich 82' | (2 – 1) Jegyzőkönyv | 39' Brandt 55' Haaland |

| Allianz Arena, München Nézőszám: 0 Játékvezető: Bibiana Steinhaus (német) |

## FIFA-klubvilágbajnokság
| 2021. február 8. 21:00 (AST UTC+03:00), elődöntő |

| Al-Ahli | 0 – 2               | Bayern München       |
| ------- | ------------------- | -------------------- |
|         | (0 – 1) Jegyzőkönyv | 17', 86' Lewandowski |

| Ahmad bin Ali Stadion, al-Rajján, Katar Nézőszám: 0 Játékvezető: Mohamed Abdalláh Hasszán Mohamed (egyesült arab emírségekbeli) |

| 2021. február 11. 21:00 (AST UTC+03:00), döntő |

| Bayern München | 1 – 0               | UANL |
| -------------- | ------------------- | ---- |
| Pavard 59'     | (0 – 0) Jegyzőkönyv |      |

| Egyetemvárosi Stadion, al-Rajján, Katar Nézőszám: 0 Játékvezető: Esteban Ostojich (uruguayi) |

## Bajnokok ligája

### A csoport
| Hely. | Csapat             | M | Gy | D | V | G+ | G– | Gk  | P  | Továbbjutás                             |  | BAY | ATL | RBS | LOK |
| ----- | ------------------ | - | -- | - | - | -- | -- | --- | -- | --------------------------------------- |  | --- | --- | --- | --- |
| 1.    | Bayern München     | 6 | 5  | 1 | 0 | 18 | 5  | +13 | 16 | Továbbjut az egyenes kieséses szakaszba |  | —   | 4–0 | 3–1 | 2–0 |
| 2.    | Atlético Madrid    | 6 | 2  | 3 | 1 | 7  | 8  | −1  | 9  | Továbbjut az egyenes kieséses szakaszba |  | 1–1 | —   | 3–2 | 0–0 |
| 3.    | Red Bull Salzburg  | 6 | 1  | 1 | 4 | 10 | 17 | −7  | 4  | Átkerül az Európa-ligába                |  | 2–6 | 0–2 | —   | 2–2 |
| 4.    | Lokomotyiv Moszkva | 6 | 0  | 3 | 3 | 5  | 10 | −5  | 3  |                                         |  | 1–2 | 1–1 | 1–3 | —   |

### Csoportkör
| 2020. október 21. 21:00 |

| Bayern München                          | 4 – 0               | Atlético Madrid |
| --------------------------------------- | ------------------- | --------------- |
| Coman 28', 72' Goretzka 41' Tolisso 66' | (2 – 0) Jegyzőkönyv |                 |

| Allianz Arena, München, Németország Játékvezető: Michael Oliver (angol) |

| 2020. október 27. 18:55 |

| Lokomotyiv Moszkva | 1 – 2               | Bayern München           |
| ------------------ | ------------------- | ------------------------ |
| Mirancsuk 70'      | (0 – 1) Jegyzőkönyv | 13' Goretzka 79' Kimmich |

| Lokomotyiv Stadion, Moszkva, Oroszország Játékvezető: Kovács István (román) |

| 2020. november 3. 21:00 |

| Red Bull Salzburg      | 2 – 6               | Bayern München                                                                      |
| ---------------------- | ------------------- | ----------------------------------------------------------------------------------- |
| Berisha 4' Okugava 66' | (1 – 2) Jegyzőkönyv | 21' (11-esből), 88' Lewandowski 44' Kristensen 79' Boateng 88' Sané 90+2' Hernández |

| Red Bull Arena, Wals-Siezenheim, Ausztria Nézőszám: 0 Játékvezető: Danny Makkelie (holland) |

| 2020. november 25. 21:00 |

| Bayern München                     | 3 – 1               | Red Bull Salzburg |
| ---------------------------------- | ------------------- | ----------------- |
| Lewandowski 43' Coman 52' Sané 68' | (1 – 0) Jegyzőkönyv | 73' Berisha       |

| Allianz Arena, München, Németország Nézőszám: 0 Játékvezető: Orel Grinfeld (izraeli) |

| 2020. december 1. 21:00 |

| Atlético Madrid | 1 – 1               | Bayern München        |
| --------------- | ------------------- | --------------------- |
| Félix 26'       | (1 – 0) Jegyzőkönyv | 86' (11-esből) Müller |

| Wanda Metropolitano Stadion, Madrid, Spanyolország Nézőszám: francia Játékvezető: Clément Turpin |

| 2020. december 9. 21:00 |

| Bayern München             | 2 – 0               | Lokomotyiv Moszkva |
| -------------------------- | ------------------- | ------------------ |
| Süle 63' Choupo-Moting 80' | (0 – 0) Jegyzőkönyv |                    |

| Allianz Arena, München, Németország Nézőszám: 0 Játékvezető: Sandro Schärer (svájci) |

### Nyolcaddöntők
| 2021. február 23. 21:00 |

| Lazio      | 1 – 4               | Bayern München                                 |
| ---------- | ------------------- | ---------------------------------------------- |
| Correa 49' | (0 – 3) Jegyzőkönyv | 9' Lewandowski 24' Musiala 42' Sané 47' Acerbi |

| Olimpiai Stadion, Róma, Olaszország Nézőszám: 0 Játékvezető: Orel Grinfeld (izraeli) |

| 2021. március 17. 21:00 |

| Bayern München                               | 2 – 1               | Lazio      |
| -------------------------------------------- | ------------------- | ---------- |
| Lewandowski 33' (11-esből) Choupo-Moting 73' | (1 – 1) Jegyzőkönyv | 82' Parolo |

| Allianz Arena, München, Németország Nézőszám: 0 Játékvezető: Kovács István (román) |

6–2-es gólkülönbséggel a Bayern München jutott a negyeddöntőbe.

### Negyeddöntők
| 2021. április 7. 21:00 |

| Bayern München               | 2 – 3               | PSG                           |
| ---------------------------- | ------------------- | ----------------------------- |
| Choupo-Moting 37' Müller 60' | (1 – 2) Jegyzőkönyv | 3', 68' Mbappé 28' Marquinhos |

| Allianz Arena, München, Németország Nézőszám: 0 Játékvezető: Antonio Mateu Lahoz (spanyol) |

| 2021. április 13. 21:00 |

| PSG | 0 – 1       | Bayern München    |
| --- | ----------- | ----------------- |
|     | Jegyzőkönyv | Choupo-Moting 40' |

| Parc des Princes, Párizs, Franciaország Nézőszám: 0 Játékvezető: Daniele Orsato (olasz) |

Idegenben lőtt több góllal a PSG jutott tovább.

## Statisztika
Legutóbb frissítve: 2021. május 22-én lett.
| Kiírás                  | Statisztikák | Statisztikák | Statisztikák | Statisztikák | Statisztikák | Statisztikák | Statisztikák | Kezdő forduló/ helyezés | Végső forduló/ helyezés | Mérkőzések dátumai   | Mérkőzések dátumai   | Mérkőzések dátumai   |
| Kiírás                  | M            | GY           | D            | V            | LG–KG        | GK           | Gy %         | Kezdő forduló/ helyezés | Végső forduló/ helyezés | Első                 | Utolsó               | Következő            |
| ----------------------- | ------------ | ------------ | ------------ | ------------ | ------------ | ------------ | ------------ | ----------------------- | ----------------------- | -------------------- | -------------------- | -------------------- |
| Bundesliga              | 34           | 24           | 06           | 04           | 99 – 44      | +55          | 70.59%       | 1.                      | Győztes                 | 2020. szeptember 18. | 2021. május 22.      | -                    |
| Német kupa              | 02           | 01           | 01           | 0            | 5 – 2        | 3            | 50.00%       | (legjobb 32)            | 2. forduló              | 2020. október 15.    | 2021. január 13.     |                      |
| Német szuperkupa        | 01           | 01           | 0            | 0            | 3 – 2        | 1            | 100.0%       | Döntős                  | Győztes                 | 2020. szeptember 30. | 2020. szeptember 30. | 2020. szeptember 30. |
| Bajnokok ligája         | 010          | 08           | 01           | 01           | 27 – 17      | +13          | 80.00%       | (csoportkör)            | Negyeddöntős            | 2020. október 21.    | 2021. április 13.    | -                    |
| UEFA-szuperkupa         | 01           | 01           | 0            | 0            | 2 – 1        | +1           | 100.00%      | Döntős                  | Győztes                 | 2020. szeptember 24. | 2020. szeptember 24. | 2020. szeptember 24. |
| FIFA-klubvilágbajnokság | 02           | 02           | 0            | 0            | 3 – 0        | +3           | 100.00%      | Döntős                  | Győztes                 | 2021 február 8.      | 2021 február 11.     | -                    |
| Összesen                | 50           | 037          | 08           | 05           | 139 – 59     | +80          | 74.00%       | –                       | –                       | –                    | –                    | –                    |

| Összesen | Összesen | Összesen | Összesen | Összesen | Összesen | Összesen | Otthon | Otthon | Otthon | Otthon | Otthon | Otthon | Otthon | Idegenben | Idegenben | Idegenben | Idegenben | Idegenben | Idegenben | Idegenben |
| M        | GY       | D        | V        | LG–KG    | GK       | P        | M      | GY     | D      | V      | LG–KG  | GK     | P      | M         | GY        | D         | V         | LG–KG     | GK        | P         |
| -------- | -------- | -------- | -------- | -------- | -------- | -------- | ------ | ------ | ------ | ------ | ------ | ------ | ------ | --------- | --------- | --------- | --------- | --------- | --------- | --------- |
| 34       | 24       | 6        | 4        | 99 – 44  | +55      | 78       | 17     | 13     | 4      | 0      | 64 –21 | +43    | 43     | 11        | 1         | 4         | 35 – 23   | +12       | 37        |           |

### Helyezések fordulónként
| Forduló  | 1  | 2  | 3  | 4  | 5  | 6  | 7  | 8  | 9  | 10 | 11 | 12 | 13 | 14 | 15 | 16 | 17 | 18 | 19 | 20 | 21 | 22 | 23 | 24 | 25 | 26 | 27 | 28 | 29 | 30 | 31 | 32 | 33 | 34 |
| -------- | -- | -- | -- | -- | -- | -- | -- | -- | -- | -- | -- | -- | -- | -- | -- | -- | -- | -- | -- | -- | -- | -- | -- | -- | -- | -- | -- | -- | -- | -- | -- | -- | -- | -- |
| Helyszín | O  | I  | O  | I  | O  | I  | O  | I  | O  | I  | O  | I  | O  | I  | O  | I  | O  | I  | O  | I  | O  | I  | O  | I  | O  | I  | O  | I  | O  | I  | O  | I  | O  | I  |
| Eredmény | GY | V  | GY | GY | GY | GY | GY | D  | GY | D  | D  | GY | GY | GY | V  | GY | GY | GY | GY | GY | D  | V  | GY | GY | GY | GY | GY | D  | GY | GY | V  | GY | D  | GY |
| Helyezés | 1. | 7. | 4. | 2. | 2. | 1. | 1. | 1. | 1. | 1. | 2. | 2. | 1. | 1. | 1. | 1. | 1. | 1. | 1. | 1. | 1. | 1. | 1. | 1. | 1. | 1. | 1. | 1. | 1. | 1. | 1. | 1. | 1. | 1. |

Helyszín: O = Otthon; I = Idegenben. Eredmény: GY = Győzelem; D = Döntetlen; V = Vereség.

### Góllövőlista
Legutóbb frissítve: 2021. május 22-én lett.
| #        | Mezszám  | Poszt       | Nemzet        | Név                      | Bundesliga | Német kupa (DFB-Pokal) | Német szuperkupa (DFL-Supercup) | Bajnokok Ligája | Szuperkupa | FIFA-klubvilágbajnokság | Összesen |
| -------- | -------- | ----------- | ------------- | ------------------------ | ---------- | ---------------------- | ------------------------------- | --------------- | ---------- | ----------------------- | -------- |
| 1        | 9        | csatár      | Lengyelország | Robert Lewandowski       | 41         | 0                      | 0                               | 5               | 0          | 2                       | 48       |
| 2        | 25       | csatár      | Németország   | Thomas Müller            | 11         | 1                      | 1                               | 2               | 0          | 0                       | 15       |
| 3        | 7        | csatár      | Németország   | Serge Gnabry             | 10         | 1                      | 0                               | 0               | 0          | 0                       | 11       |
| 3        | 10       | csatár      | Németország   | Leroy Sané               | 6          | 1                      | 0                               | 3               | 0          | 0                       | 10       |
| 5        | 13       | csatár      | Kamerun       | Eric Maxim Choupo-Moting | 3          | 2                      | 0                               | 4               | 0          | 0                       | 9        |
| 6        | 18       | középpályás | Németország   | Leon Goretzka            | 5          | 0                      | 0                               | 2               | 1          | 0                       | 8        |
| 7        | 29       | csatár      | Franciaország | Kingsley Coman           | 5          | 0                      | 0                               | 3               | 0          | 0                       | 8        |
| 7        | 42       | csatár      | Németország   | Jamal Musiala            | 6          | 0                      | 0                               | 1               | 0          | 0                       | 7        |
| 9        | 6        | középpályás | GER           | Joshua Kimmich           | 4          | 0                      | 1                               | 1               | 0          | 0                       | 6        |
| 10       | 24       | középpályás | Franciaország | Corentin Tolisso         | 1          | 0                      | 1                               | 1               | 0          | 0                       | 3        |
| 11       | 4        | hátvéd      | GER           | Niklas Süle              | 1          | 0                      | 0                               | 1               | 0          | 0                       | 2        |
| 11       | 17       | hátvéd      | Németország   | Jérôme Boateng           | 1          | 0                      | 0                               | 1               | 0          | 0                       | 2        |
| 11       | 27       | hátvéd      | Ausztria      | David Alaba              | 2          | 0                      | 0                               | 0               | 0          | 0                       | 2        |
| 14       | 5        | hátvéd      | Franciaország | Benjamin Pavard          | 0          | 0                      | 0                               | 0               | 0          | 1                       | 1        |
| 14       | 8        | középpályás | Spanyolország | Javi Martínez            | 0          | 0                      | 0                               | 0               | 1          | 0                       | 1        |
| 14       | 11       | csatár      | Brazília      | Douglas Costa            | 1          | 0                      | 0                               | 0               | 0          | 0                       | 1        |
| 14       | 19       | hátvéd      | Kanada        | Alphonso Davies          | 1          | 0                      | 0                               | 0               | 0          | 0                       | 1        |
| 14       | 21       | hátvéd      | Franciaország | Lucas Hernández          | 0          | 0                      | 0                               | 1               | 0          | 0                       | 1        |
| Öngólok  | Öngólok  | Öngólok     | Öngólok       | Öngólok                  | 1          | 0                      | 0                               | 2               | 0          | 0                       | 3        |
| Összesen | Összesen | Összesen    | Összesen      | Összesen                 | 99         | 5                      | 3                               | 27              | 2          | 3                       | 139      |

### Keret statisztika
Legutóbb frissítve: 2021. május 22-én lett.
| Mezszám                  | Poszt   | Név                      | Bundesliga    | Bundesliga | Német kupa (DFB-Pokal) | Német kupa (DFB-Pokal) | Német szuperkupa (DFL-Supercup) | Német szuperkupa (DFL-Supercup) | Bajnokok Ligája | Bajnokok Ligája | Európai szuperkupa | Európai szuperkupa | FIFA-klubvilágbajnokság | FIFA-klubvilágbajnokság | Összesen      | Összesen |
| Mezszám                  | Poszt   | Név                      | Pályára lépés | Gól        | Pályára lépés          | Gól                    | Pályára lépés                   | Gól                             | Pályára lépés   | Gól             | Pályára lépés      | Gól                | Pályára lépés           | Gól                     | Pályára lépés | Gól      |
| Kapusok                  | Kapusok | Kapusok                  | Kapusok       | Kapusok    | Kapusok                | Kapusok                | Kapusok                         | Kapusok                         | Kapusok         | Kapusok         | Kapusok            | Kapusok            | Kapusok                 | Kapusok                 | Kapusok       | Kapusok  |
| ------------------------ | ------- | ------------------------ | ------------- | ---------- | ---------------------- | ---------------------- | ------------------------------- | ------------------------------- | --------------- | --------------- | ------------------ | ------------------ | ----------------------- | ----------------------- | ------------- | -------- |
| 1                        | GK      | Manuel Neuer             | 33            | 0          | 1                      | 0                      | 1                               | 0                               | 8               | 0               | 1                  | 0                  | 2                       | 0                       | 46            | 0        |
| 35                       | GK      | Alexander Nübel          | 1             | 0          | 1                      | 0                      | 0                               | 0                               | 2               | 0               | 0                  | 0                  | 0                       | 0                       | 4             | 0        |
| 39                       | GK      | Ron-Thorben Hoffmann     | 0             | 0          | 0                      | 0                      | 0                               | 0                               | 0               | 0               | 0                  | 0                  | 0                       | 0                       | 0             | 0        |
| Védők                    |         |                          |               |            |                        |                        |                                 |                                 |                 |                 |                    |                    |                         |                         |               |          |
| 4                        | DF      | Niklas Süle              | 20            | 1          | 2                      | 0                      | 1                               | 0                               | 7               | 1               | 1                  | 0                  | 2                       | 0                       | 17            | 0        |
| 5                        | DF      | Benjamin Pavard          | 24            | 0          | 1                      | 0                      | 1                               | 0                               | 7               | 0               | 1                  | 0                  | 2                       | 1                       | 36            | 1        |
| 17                       | DF      | Jérôme Boateng           | 29            | 1          | 1                      | 0                      | 0                               | 7                               | 1               | 0               | 1                  | 0                  | 1                       | 0                       | 39            | 2        |
| 19                       | DF      | Alphonso Davies          | 23            | 1          | 2                      | 0                      | 1                               | 0                               | 7               | 0               | 1                  | 0                  | 2                       | 0                       | 35            | 1        |
| 20                       | DF      | Bouna Sarr               | 8             | 0          | 2                      | 0                      | 0                               | 5                               | 0               | 0               | 0                  | 0                  | 0                       | 0                       | 15            | 0        |
| 21                       | DF      | Lucas Hernández          | 23            | 0          | 1                      | 0                      | 1                               | 0                               | 10              | 1               | 1                  | 0                  | 1                       | 0                       | 37            | 1        |
| 23                       | DF      | Tanguy Nianzou           | 6             | 0          | 0                      | 0                      | 0                               | 0                               | 0               | 0               | 0                  | 0                  | 0                       | 0                       | 6             | 0        |
| 27                       | DF      | David Alaba              | 32            | 2          | 1                      | 0                      | 0                               | 0                               | 9               | 0               | 1                  | 0                  | 2                       | 0                       | 45            | 2        |
| 37                       | DF      | Kilian Senkbeil          | 0             | 0          | 0                      | 0                      | 0                               | 0                               | 0               | 0               | 0                  | 0                  | 0                       | 0                       | 0             | 0        |
| 43                       | DF      | Bright Arrey-Mbi         | 0             | 0          | 0                      | 0                      | 0                               | 0                               | 1               | 0               | 0                  | 0                  | 0                       | 0                       | 1             | 0        |
| 44                       | DF      | Josip Stanišić           | 1             | 0          | 0                      | 0                      | 0                               | 0                               | 0               | 0               | 0                  | 0                  | 0                       | 0                       | 1             | 0        |
| 48                       | DF      | Alexander Lungwitz       | 0             | 0          | 0                      | 0                      | 0                               | 0                               | 0               | 0               | 0                  | 0                  | 0                       | 0                       | 0             | 0        |
| Középpályások            |         |                          |               |            |                        |                        |                                 |                                 |                 |                 |                    |                    |                         |                         |               |          |
| 6                        | MF      | Joshua Kimmich           | 27            | 4          | 1                      | 0                      | 1                               | 1                               | 7               | 1               | 1                  | 0                  | 2                       | 0                       | 39            | 6        |
| 8                        | MF      | Javi Martínez            | 19            | 0          | 1                      | 0                      | 1                               | 0                               | 8               | 0               | 1                  | 1                  | 0                       | 0                       | 30            | 1        |
| 18                       | MF      | Leon Goretzka            | 24            | 5          | 0                      | 0                      | 0                               | 0                               | 7               | 2               | 1                  | 1                  | 0                       | 0                       | 32            | 8        |
| 22                       | MF      | Marc Roca                | 6             | 0          | 2                      | 0                      | 0                               | 0                               | 2               | 0               | 0                  | 0                  | 1                       | 0                       | 11            | 0        |
| 24                       | MF      | Corentin Tolisso         | 16            | 1          | 1                      | 0                      | 1                               | 1                               | 3               | 1               | 1                  | 0                  | 2                       | 0                       | 24            | 3        |
| 28                       | MF      | Tiago Dantas             | 2             | 0          | 0                      | 0                      | 0                               | 0                               | 0               | 0               | 0                  | 0                  | 0                       | 0                       | 2             | 0        |
| 32                       | MF      | Christopher Scott        | 2             | 0          | 0                      | 0                      | 0                               | 0                               | 0               | 0               | 0                  | 0                  | 0                       | 0                       | 2             | 0        |
| 36                       | MF      | Angelo Stiller           | 0             | 0          | 1                      | 0                      | 0                               | 0                               | 2               | 0               | 0                  | 0                  | 0                       | 0                       | 3             | 0        |
| 38                       | MF      | Daniels Ontužāns         | 0             | 0          | 1                      | 0                      | 0                               | 0                               | 0               | 0               | 0                  | 0                  | 0                       | 0                       | 1             | 0        |
| 42                       | MF      | Jamal Musiala            | 26            | 6          | 2                      | 0                      | 1                               | 0                               | 6               | 1               | 0                  | 0                  | 2                       | 0                       | 37            | 7        |
| Csatárok                 |         |                          |               |            |                        |                        |                                 |                                 |                 |                 |                    |                    |                         |                         |               |          |
| 7                        | FW      | Serge Gnabry             | 27            | 10         | 1                      | 1                      | 1                               | 0                               | 6               | 0               | 1                  | 0                  | 2                       | 0                       | 38            | 11       |
| 9                        | FW      | Robert Lewandowski       | 29            | 41         | 1                      | 0                      | 1                               | 0                               | 6               | 5               | 1                  | 0                  | 2                       | 2                       | 40            | 48       |
| 10                       | FW      | Leroy Sané               | 32            | 6          | 1                      | 1                      | 0                               | 0                               | 8               | 3               | 1                  | 0                  | 2                       | 0                       | 44            | 10       |
| 11                       | FW      | Douglas Costa            | 11            | 1          | 2                      | 0                      | 0                               | 0                               | 8               | 3               | 1                  | 0                  | 2                       | 0                       | 20            | 1        |
| 13                       | FW      | Eric Maxim Choupo-Moting | 22            | 3          | 1                      | 2                      | 3                               | 0                               | 7               | 4               | 0                  | 0                  | 2                       | 0                       | 32            | 9        |
| 15                       | FW      | Jann-Fiete Arp           | 0             | 0          | 1                      | 0                      | 0                               | 0                               | 0               | 0               | 0                  | 0                  | 0                       | 0                       | 1             | 0        |
| 25                       | FW      | Thomas Müller            | 32            | 11         | 2                      | 1                      | 1                               | 1                               | 9               | 2               | 1                  | 0                  | 1                       | 0                       | 46            | 15       |
| 29                       | FW      | Kingsley Coman           | 29            | 5          | 0                      | 0                      | 1                               | 0                               | 7               | 3               | 0                  | 0                  | 2                       | 0                       | 39            | 8        |
| 47                       | FW      | Armindo Sieb             | 0             | 0          | 1                      | 0                      | 0                               | 0                               | 0               | 0               | 0                  | 0                  | 0                       | 0                       | 1             | 0        |
| Már nem tagja a keretnek |         |                          |               |            |                        |                        |                                 |                                 |                 |                 |                    |                    |                         |                         |               |          |
| 26                       | GK      | Sven Ulreich             | 0             | 0          | 0                      | 0                      | 0                               | 0                               | 0               | 0               | 0                  | 0                  | 0                       | 0                       | 0             | 0        |
| 11                       | MF      | Mickaël Cuisance         | 1             | 0          | 0                      | 0                      | 0                               | 0                               | 0               | 0               | 0                  | 0                  | 0                       | 0                       | 1             | 0        |
| 30                       | MF      | Adrian Fein              | 0             | 0          | 0                      | 0                      | 0                               | 0                               | 0               | 0               | 0                  | 0                  | 0                       | 0                       | 0             | 0        |
| 41                       | DF      | Chris Richards           | 3             | 0          | 0                      | 0                      | 1                               | 0                               | 3               | 0               | 0                  | 0                  | 0                       | 0                       | 7             | 0        |
| 45                       | MF      | Leon Dajaku              | 0             | 0          | 1                      | 0                      | 0                               | 0                               | 0               | 0               | 0                  | 0                  | 0                       | 0                       | 1             | 0        |
| 14                       | FW      | Joshua Zirkzee           | 3             | 0          | 0                      | 0                      | 1                               | 0                               | 1               | 0               | 0                  | 0                  | 0                       | 0                       | 5             | 0        |

### Kapusteljesítmények
Az alábbi táblázatban a csapat kapusainak teljesítményét tüntettük fel.
A felkészülési mérkőzéseket nem vettük figyelembe.
2021. január 13-án lett frissítve
| Helyezés | Kapus                | Bajnokság        | Bajnokság         | Német kupa      | Német kupa        | Német szuperkupa | Német szuperkupa  | Bajnokok Ligája | Bajnokok Ligája   | Szuperkupa      | Szuperkupa        | Klubvilágbajnokság | Klubvilágbajnokság | Összesen        | Összesen          |
| Helyezés | Kapus                | Összes mérkőzést | Ebből gól nélküli | Összes mérkőzés | Ebből gól nélküli | Összes mérkőzés  | Ebből gól nélküli | Összes mérkőzés | Ebből gól nélküli | Összes mérkőzés | Ebből gól nélküli | Összes mérkőzés    | Ebből gól nélküli  | Összes mérkőzés | Ebből gól nélküli |
| -------- | -------------------- | ---------------- | ----------------- | --------------- | ----------------- | ---------------- | ----------------- | --------------- | ----------------- | --------------- | ----------------- | ------------------ | ------------------ | --------------- | ----------------- |
| 1        | Manuel Neuer         | 15               | 2                 | 1               | 0                 | 1                | 0                 | 5               | 1                 | 1               | 0                 | 0                  | 0                  | 23              | 3                 |
| 35       | Alexander Nübel      | 0                | 0                 | 1               | 1                 | 0                | 0                 | 1               | 0                 | 0               | 0                 | 0                  | 0                  | 2               | 1                 |
| 39       | Ron-Thorben Hoffmann | 0                | 0                 | 0               | 0                 | 0                | 0                 | 0               | 0                 | 0               | 0                 | 0                  | 0                  | 0               | 0                 |
|          |                      | 15               | 2                 | 2               | 1                 | 1                | 0                 | 6               | 1                 | 1               | 0                 | 0                  | 0                  | 25              | 4                 |

## Díjak

### UEFA Év játékosa-díj posztonként jelöltjei/díjazottak
Az UEFA Év játékosa-díj mellyel a 2019-20-as szezon legjobbját díjazta.
| UEFA Év játékosa-díj | UEFA Év játékosa-díj | UEFA Év játékosa-díj |
| Jelöltek             | Megkapta             | Pont                 |
| Legjobb kapus        | Legjobb kapus        | Legjobb kapus        |
| -------------------- | -------------------- | -------------------- |
| Manuel Neuer         | megkapta             | – 376 pont           |
| Legjobb hátvéd       |                      |                      |
| David Alaba          | nem kapta meg        | –                    |
| Alphonso Davies      | nem kapta meg        | –                    |
| Joshua Kimmich       | megkapta             | – 161 pont           |
| Legjobb középpályás  |                      |                      |
| Thiago               | nem kapta meg        | –                    |
| Thomas Müller        | nem kapta meg        | –                    |
| Legjobb csatár       |                      |                      |
| Robert Lewandowski   | megkapta             | – 361 pont           |

#### UEFA – Az év edzője
- UEFA – Az év edzője: Hans-Dieter Flick – 476 pont

### UEFA év játékosa-díj
Az UEFA év játékosa-díj a 2019-20-as szezon legjobbja
- Robert Lewandowski – 477 pont[30]

### Az év férfi játékosa-díj
- Robert Lewandowski – 52 pont

### Az év férfi kapusa
- Manuel Neuer